# Алиталија
Алиталија (итал. Alitalia — Compagnia Aerea Italiana S.p.A.) је бивша национална авио-компанија Италије са седиштем у Риму. Највеће базе Алиталије су били аеродроми Леонардо да Винчи у Риму и Малпенса у Милану. Алиталија је летела до 28 домаћих и 78 међународних дестинација.
Од 15. октобра 2021. њен власник и наследник је компанија ИТА ервејз. 

## Историја
Основана је 16. септембра 1946. године као Aerolinee Italiane Internazionali, познатија као Алиталија (Ali - крила, Italia - Италија). Први лет компаније је обављен 5. маја 1947. године између Торина и Рима. Те године, компанија је превезла више од 10.000 путника. У 2001. години, постала је члан SkyTeam.

## Флота
Од септембра 2017, флота Алиталије, укључујући и Алиталија Сити-Лајнер (Alitalia Citi-Liner) укљуције следеће летелице :
| Тип             | У флоти | Наручених | Седишта                        | Одредишта                                                        |
| --------------- | ------- | --------- | ------------------------------ | ---------------------------------------------------------------- |
| Ербас А319-100  | 22      | —         | 138                            | Домаћа                                                           |
| Ербас А320-200  | 38      | —         | 165 (—/165) 180(—/180)         | Домаћа, Африка, Блиски исток                                     |
| Ербас A321-100  | 12      | —         | 200 (—/200)                    | Домаћа, Африка, Блиски исток, Европа                             |
| Ербас A330-200  | 14      | 1         | 283 (20/—/263)                 | Европа, Азија и Америка                                          |
| Боинг 777-200ЕР | 11      | —         | 291 (42/—/249) 293 (30/24/239) | Азија, Америка и Блиски исток                                    |
| Боинг 777-300ЕР | 1       | —         | 382 (30/24/328)                | Азија, Америка и Блиски исток У саобраћај улази од октобра 2017. |
| Ембраер Е-175   | 15      | —         | 88                             | Домаћа                                                           |
| Ембраер Е-190   | 5       | —         | 100                            | Домаћа                                                           |
| Укупно          | 178     | 1         |                                |                                                                  |

| Тип                   | Број | Одредишта                     |
| --------------------- | ---- | ----------------------------- |
| Ембраер Е-170ЛР       | 2    | Домаћа                        |
| Макдонел Даглас МД-82 | 18   | Азија, Америка и Блиски исток |
| Боинг 767-300ЕР       | 5    | Домаћа                        |
| Укупно                | 25   |                               |